# Nemeritis tunetana
Nemeritis tunetana là một loài tò vò trong họ Ichneumonidae.